# Distrito de Potsdam-Mittelmark
El Distrito de Potsdam-Mittelmark (en alemán: Landkreis Potsdam-Mittelmark) es un Landkreis ubicado al oeste del estado federal de Brandeburgo, y es en superficie el tercero de los distritos más grandes de Alemania. Los municipios vecinos son al norte los que pertenecen al distrito de Havelland, al este la ciudad libre de Potsdam (a pesar de estar ubicada al noroeste del distrito y no pertenecer al terreno de él, a pesar de ello le proporciona su nombre), la ciudad de Berlín y el distrito de Teltow-Fläming, al sur limita con los distritos del estado de Sajonia-Anhalt denominados Wittenberg y Anhalt-Zerbst y al oeste con el distrito de la Comarca de Jerichow. La ciudad independiente (kreisfreie Stadt) de Brandeburgo cierra el territorio del distrito al noroeste. La capital es la ciudad de Bad Belzig.

## Geografía
En tiempos medievales el territorio del distrito perteneció a parte del Baruther Urstromtal, el Zauche, el Nuthe-Nieplitz-Niederung, así como aparte de los valles del río Havel, el Hohe Fläming y la región del Teltow. El punto más alto del distrito es de 200 m de altura en el Hagelberg al oeste de Belzig, el punto más bajo es el Havelufer en el Havelsee, ubicado en el Pritzerbe con 28 m sobre N.N.
Los ríos más importantes son el Havel, Nieplitz, Nuthe, Plane, Buckau y el Emster. Los lagos más importantes son: Großer Zernsee, Kleiner Zernsee, Großer Seddiner See, Schwielowsee y el Templiner See. Existen tres parques naturales que caen en parte del territorio del distrito del Potsdam-Mittelmark: Naturpark Hoher Fläming, Naturpark Nuthe-Nieplitz y Naturpark Westhavelland.

## Composición del distrito
Tras la reforma del distrito que se realizó en el año 2003 la composición municipal quedó distribuida de la siguiente forma: 38 municipios (Gemeinden) y 9 ciudades. 
(habitantes a 31 de diciembre de 2006)
| Ciudades ¹ Ciudades pertenecientes a un amt 1. Beelitz (12.318 habitantes) 2. Belzig (11.772) 3. Brück¹ (3.855) 4. Havelsee¹ (3.280) 5. Niemegk¹ (2.262) 6. Teltow (19.972) 7. Treuenbrietzen (8.475) 8. Werder (22.874) 9. Ziesar¹ (2.806) Municipios libres de amt 1. Groß Kreutz (8.474) 2. Kleinmachnow (18.367) 3. Kloster Lehnin (11.700) 4. Michendorf (11.163) 5. Nuthetal (8.838) 6. Schwielowsee (9.685) 7. Seddiner See (4.279) 8. Stahnsdorf (13.235) 9. Wiesenburg/Mark (5.181) | Unión de municipios (Amt) 1. Beetzsee (8.666) 1. Beetzsee (2.789) 2. Beetzseeheide (725) 3. Havelsee (Ciudad) (3.280) 4. Päwesin (570) 5. Roskow (1.302) 2. Brück (10.770) 1. Borkheide (1.873) 2. Borkwalde (1.529) 3. Brück (Ciudad) (3.855) 4. Golzow (1.398) 5. Linthe (957) 6. Planebruch (1.158) 3. Niemegk (5.213) 1. Mühlenfließ (959) 2. Niemegk (Ciudad) (2.262) 3. Planetal (1.059) 4. Rabenstein/Fläming (933) 4. Wusterwitz (5.527) 1. Bensdorf (1.368) 2. Rosenau (1.004) 3. Wusterwitz (3.155) 5. Ziesar (6.968) 1. Buckautal (529) 2. Görzke (1.471) 3. Gräben (617) 4. Wenzlow (595) 5. Wollin (950) 6. Ziesar (Ciudad) (2.806) |